# Occhioni scuri
Occhioni scuri (Big Brown Eyes) è un film del 1936 diretto da Raoul Walsh.

## Trama
Un detective e la sua fidanzata estetista, anche lei con la passione per l'investigazione, indagano sulla morte di un neonato in seguito a una probabile rapina.